# Sedum didymocalyx
Sedum didymocalyx är en fetbladsväxtart som beskrevs av Fröderstr.. Sedum didymocalyx ingår i Fetknoppssläktet som ingår i familjen fetbladsväxter. Inga underarter finns listade i Catalogue of Life.